# Crypturellus transfasciatus
O inhambu-de-sobrancelhas-claras ou inambu-de-sobrancelhas-claras (Crypturellus transfasciatus) é uma espécie de ave pertencente à família Tinamidae e que habita florestas no Peru e Equador.